# Styphelia perileuca
Styphelia perileuca är en ljungväxtart som beskrevs av J.M. Powell. Styphelia perileuca ingår i släktet Styphelia och familjen ljungväxter. Inga underarter finns listade i Catalogue of Life.